# Protium panamense
Protium panamense là một loài thực vật có hoa trong họ Burseraceae. Loài này được (Rose) I.M. Johnst. miêu tả khoa học đầu tiên năm 1924.